# 메시에 54

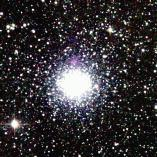
메시에 54

메시에 54 (약칭: M54, NGC 6715)는 궁수자리에 있는 구상 성단이다. 1778년 6월 24일 샤를 메시에가 발견하여 메시에 천체 목록에 넣었다.
메시에 54(M54)는 지구에서 87,400 광년 떨어져 있으며, 겉보기 등급은 +8.37 등급이다. 시직경은 12분으로 반경은 약 153 광년이다.

## 같이 보기
- 메시에 천체 목록
- 센타우루스자리 오메가